# Odontomyia sidneyensis
Odontomyia sidneyensis är en tvåvingeart som beskrevs av Ignaz Rudolph Schiner 1868. Odontomyia sidneyensis ingår i släktet Odontomyia och familjen vapenflugor. Inga underarter finns listade i Catalogue of Life.